# 마쓰노 히로카즈
마쓰노 히로카즈(일본어: 松野博一, 1962년 9월 13일 ~ )는 일본 자유민주당 소속의 정치인이다. 중의원 의원(8선)이며 지역구는 지바현 제3구이다. 문부과학대신, 문부과학부대신을 지냈다. 현재는 기시다 내각에서 내각관방장관을 맡고 있다.
마쓰노 의원은 아베 신조가 회장인 초당파 모임 '창생일본' 소속이다. 8월 제3차 아베 신조 제2차 개조 내각에서 문부과학상으로 기용되었다. 그는 2012년 미국 뉴저지주 지역 신문에 아베 신조 총리, 이나다 도모미 자민당 정무조사회장과 함께 일본군 위안부의 강제성을 부정하는 광고를 실어 극우적 사상을 드러내었다. 이에 대한민국에서는 마쓰노 의원이 문부과학상으로서 교과서 검정에 관여할 것을 우려하였다.

## 역대 선거 결과
|  | 34.45% |

|  | 39.01% |

|  | 47.30% |

|  | 53.24% |

|  | 42.46% |

|  | 44.24% |

|  | 53.37% |

|  | 53.27% |

|  | 61.87% |